# Phoradendron pellucidulum
Phoradendron pellucidulum är en sandelträdsväxtart som beskrevs av August Wilhelm Eichler. Phoradendron pellucidulum ingår i släktet Phoradendron och familjen sandelträdsväxter. Inga underarter finns listade i Catalogue of Life.